# Денвер
Де́нвер (англ. Denver), офіційно — місто і округ Денвер (англ. City and County of Denver) — адміністративний центр та найбільше місто в штаті Колорадо у США. У 2016 році населення Денвера становило 693 тис. осіб, а в агломерації — 2,853 млн. Денвер розташований за 24 км на схід від Скелястих гір на висоті 1609 м над рівнем моря.
Річки Чері-крік (англ. Cherry Creek) і Саут-Плетт (англ. South Platte River) протікають через центр міста.

## Географія
Денвер знаходиться у центрі великого урбаністичного району між Скелястими горами на заході та Високими рівнинами на сході. Рельєф міста різноманітний: центральна частина Денвера лежить на рівнині, а його північна, західна і південна частина — на горбистій місцевості. За даними Бюро перепису населення США в 2010 році місто мало площу 400,49 км², з яких 396,27 км² — суходіл та 4,23 км² — водойми.
Хоча прізвисько Денвера — «Mile-High City» (місто висотою в милю), висота різних районів міста коливається від 1560 до 1730 м.

## Населення
Згідно з переписом 2010 року, у місті мешкало 600 158 осіб у 263 107 домогосподарствах у складі 125 004 родин. Густота населення становила 1499 осіб/км². Було 285797 помешкань (714/км²).
Расовий склад населення:
| - 68,9 % — білих - 10,2 % — чорних або афроамериканців - 3,4 % — азіатів - 1,4 % — корінних американців - 0,1 % — вихідців з тихоокеанських островів - 11,9 % — осіб інших рас |

До двох чи більше рас належало 4,1 %. Іспаномовні складали 31,8 % від усіх жителів.
За віковим діапазоном населення розподілялося таким чином: 21,5 % — особи молодші 18 років, 68,1 % — особи у віці 18—64 років, 10,4 % — особи у віці 65 років та старші. Медіана віку мешканця становила 33,7 року. На 100 осіб жіночої статі у місті припадало 100,0 чоловіків; на 100 жінок у віці від 18 років та старших — 99,2 чоловіків також старших 18 років.
Середній дохід на одне домашнє господарство становив 79 959 доларів США (медіана — 53 637), а середній дохід на одну сім'ю — 99 110 доларів (медіана — 69 783). Медіана доходів становила 49 371 долар для чоловіків та 44 999 доларів для жінок. За межею бідності перебувало 17,3 % осіб, у тому числі 26,1 % дітей у віці до 18 років та 11,4 % осіб у віці 65 років та старших.
Цивільне працевлаштоване населення становило 348 382 особи. Основні галузі зайнятості: освіта, охорона здоров'я та соціальна допомога — 20,3 %, науковці, спеціалісти, менеджери — 17,4 %, мистецтво, розваги та відпочинок — 11,9 %, роздрібна торгівля — 9,1 %.
| Расовий склад    | 2010   | 1990   | 1970   | 1940   |
| ---------------- | ------ | ------ | ------ | ------ |
| Білі             | 68,9 % | 72,1 % | 89,0 % | 97,3 % |
| Не-іспанці       | 52,2 % | 61,4 % | 74,5 % | н/д    |
| Афроамериканці   | 10,2 % | 12,8 % | 9,1 %  | 2,4 %  |
| Латиноамериканці | 31,8 % | 23,0 % | 15,2 % | н/д    |
| Азіати           | 3,4 %  | 2,4 %  | 1,4 %  | 0,2 %  |

## Освіта

### Університети
- Університет Колорадо
- Денверський університет
- Кампус Університету Джонсона і Велса
- Університет Реджіс (єзуїтський)

## Культура

### Музеї
- Денверський художній музей (відомий своєю колекцією мистецтва індіанців[12], у фондах музею більше 68 тисяч одиниць зберігання)
- Денверський музей сучасного мистецтва
- Денверський музей мініатюр, ляльок та іграшок
- Денверський музей природи та науки
- Центр історії Колорадо

### Театри та сцени

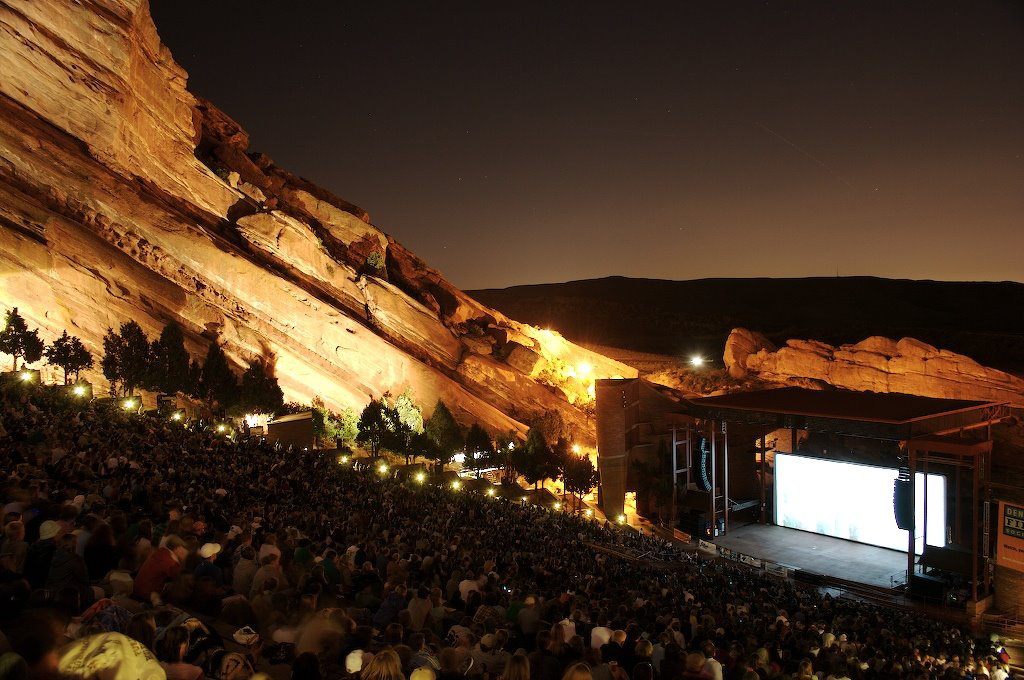
Амфітеатр Червоні Скелі

Комплекс виконавських мистецтв Денвера (опера, балет, симфонічний оркестр, театральні колективи, хори і т. ін.), другий за величиною центр виконавських мистецтв у країні після Лінкольн-центру в Нью-Йорку. У складі комплексу:
- Оперний театр Еллі Колкінс на 2225 місць,
- Театр Буель (на 2884 місця),
- Концертна зала Ботчер (2679 місць, домашня сцена Симфонічного оркестру Колорадо),
- Сім менших залів (до 1000 місць).

Поблізу Денвера розташований Амфітеатр Червоні Скелі, природний амфітеатр з унікальними акустичними даними, який вміщує 9525 глядачів.

### Музика
Музичні колективи та виконавці з Денвера: Nathaniel Rateliff & the Night Sweats, The Lumineers, The Fray, OneRepublic, Gregory Alan Isakov, Tennis, Illenium, GRiZ, DeVotchKa, Pretty Lights, Big Gigantic, Esmé Patterson, The Motet, Flobots та інші.

## Клімат
Денвер знаходиться в зоні семіаридного континентального клімату (BSk за класифікацією кліматів Кеппена). Незважаючи на наявність напівсухого клімату, дані університету Мельбурна показують, що на клімат міста впливають також інші чинники, у першу чергу, висота над рівнем моря, яка впливає і на кількість опадів, і на температуру. У районі Денвера можна зустріти місця з вологим континентальним та субтропічним мікрокліматами. Місто має чотири чіткі сезони і більшу частину опадів отримує з квітня по серпень. Завдяки внутрішньому розташуванню на Високих рівнинах, біля підніжжя Скелястих гір, регіон може відчувати різкі зміни погоди.
| Клімат Денвера           | Клімат Денвера | Клімат Денвера | Клімат Денвера | Клімат Денвера | Клімат Денвера | Клімат Денвера | Клімат Денвера | Клімат Денвера | Клімат Денвера | Клімат Денвера | Клімат Денвера | Клімат Денвера | Клімат Денвера |
| Показник                 | Січ.           | Лют.           | Бер.           | Квіт.          | Трав.          | Черв.          | Лип.           | Серп.          | Вер.           | Жовт.          | Лист.          | Груд.          | Рік            |
| Абсолютний максимум, °C  | 24,4           | 25,0           | 28,9           | 32,2           | 35,0           | 40,0           | 40,6           | 40,6           | 36,1           | 32,2           | 26,7           | 26,1           | 40,6           |
| Середній максимум, °C    | 6,7            | 7,9            | 12,4           | 16,4           | 21,9           | 28,0           | 31,9           | 30,7           | 25,8           | 18,5           | 11,2           | 6,0            | 18,1           |
| Середня температура, °C  | −0,7           | 0,3            | 4,7            | 8,6            | 13,9           | 19,7           | 23,4           | 22,5           | 17,4           | 10,5           | 3,5            | −1,1           | 10,2           |
| Середній мінімум, °C     | −8,1           | −7,3           | −3,1           | 0,7            | 5,9            | 11,3           | 14,9           | 14,4           | 9,1            | 2,6            | −4,2           | −8,3           | 2,3            |
| Абсолютний мінімум, °C   | −33,9          | −31,7          | −23,9          | −18,9          | −7,2           | −1,1           | 5,6            | 4,4            | −8,3           | −18,9          | −27,8          | −31,7          | −33,9          |
| Норма опадів, мм         | 9              | 8              | 23             | 43             | 55             | 50             | 77             | 40             | 25             | 25             | 16             | 8              | 379            |
| ------------------------ | -------------- | -------------- | -------------- | -------------- | -------------- | -------------- | -------------- | -------------- | -------------- | -------------- | -------------- | -------------- | -------------- |
| Джерело: Погода й клімат |                |                |                |                |                |                |                |                |                |                |                |                |                |

## Транспорт
Міжнародний аеропорт Денвера — один з найбільших міжнародних аеропортів у США, розташований за 40 кілометрів на північний схід від центру міста. Денвер обслуговує розвинена система ліній швидкісного трамваю що складається з 8 ліній.

## Центр базування гірничих компаній
Денвер — міжнародна база гірничих компаній. Тут знаходяться штаб-квартири понад 50 великих гірничих компаній, у тому числі компанії Newmont Mining Corporation. Декілька транснаціональних компаній мають постійні представництва в Денвері: WMC Австралії, AngloGold і Gold Fields ПАР, Echo Bay і Golden Star Канади та ін.

## Спорт
Чотири команди репрезентують Денвер у різних видах спорту:
- «Колорадо Евеланш» (англ. Colorado Avalanche) — професійна хокейна команда, член Національної хокейної ліги грає в Пепсі-центр.
- «Колорадо Рокіс» (англ. Colorado Rockies), член Головної бейсбольної ліги.
- «Денвер Бронкос» (англ. Denver Broncos), член Національної футбольної ліги.
- «Денвер Наггетс» (англ. Denver Nuggets), член Національної баскетбольної
асоціації.

## Галерея

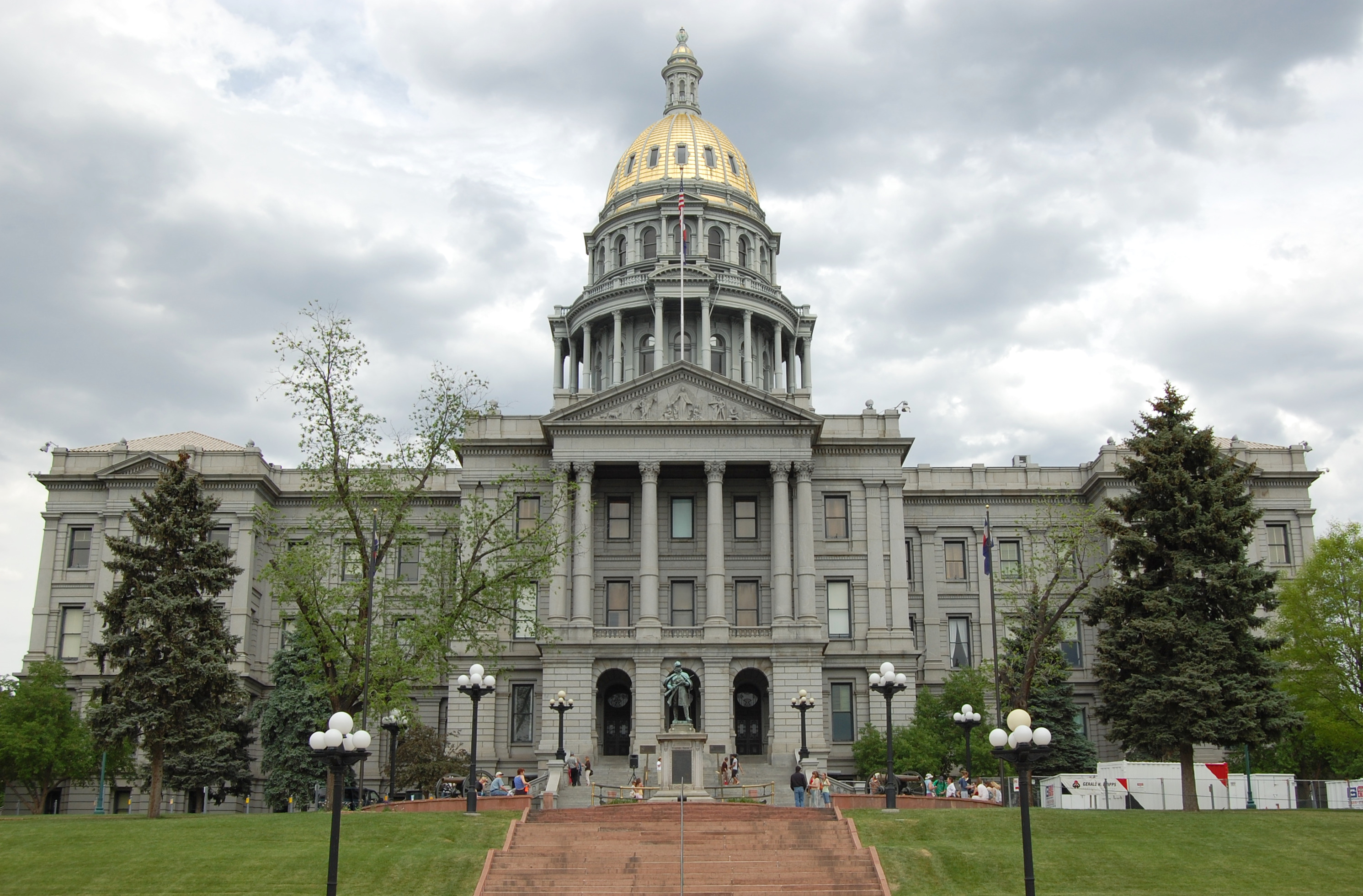
Капітолій штату Колорадо
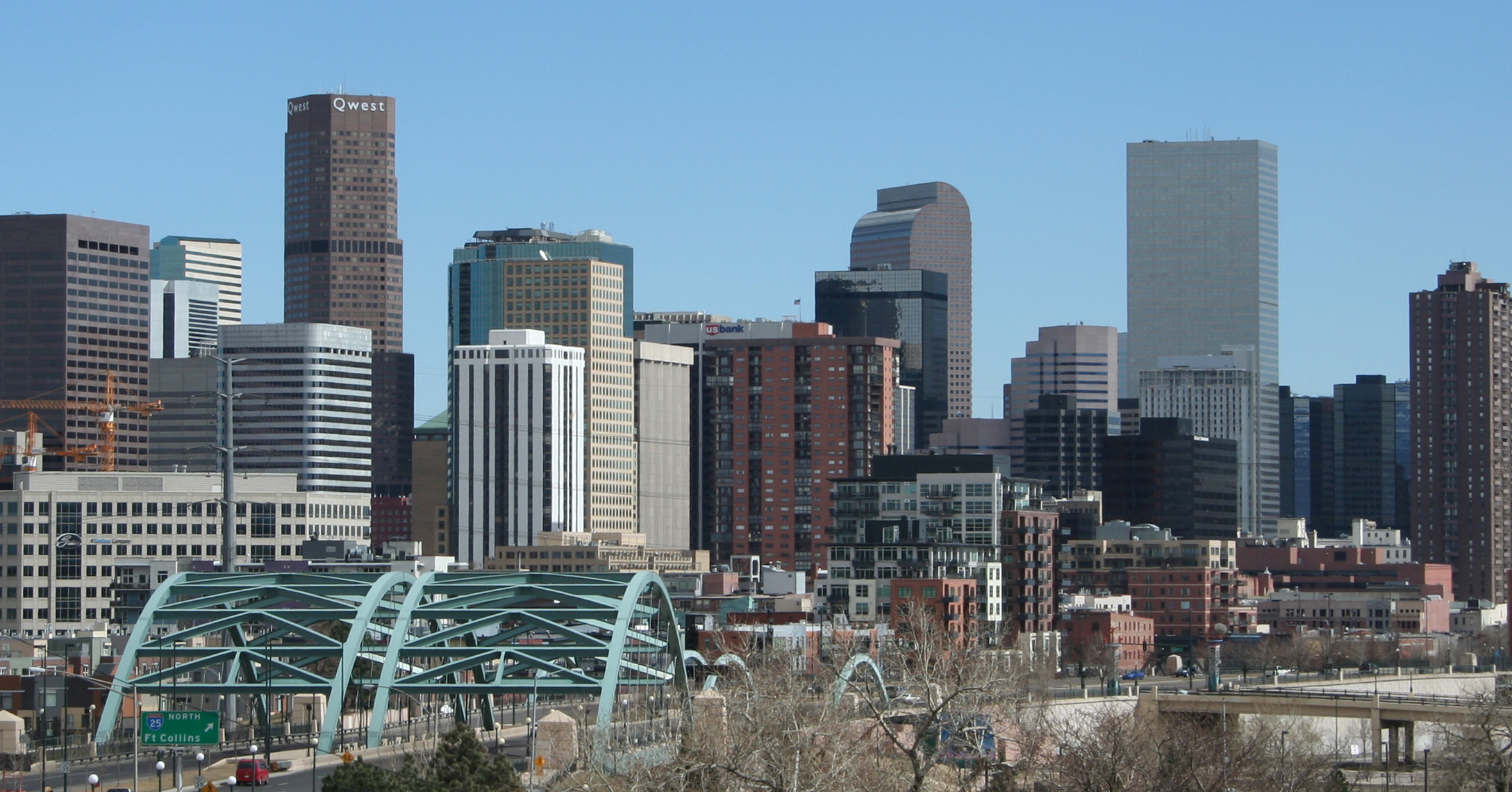
Діловий центр Денвера
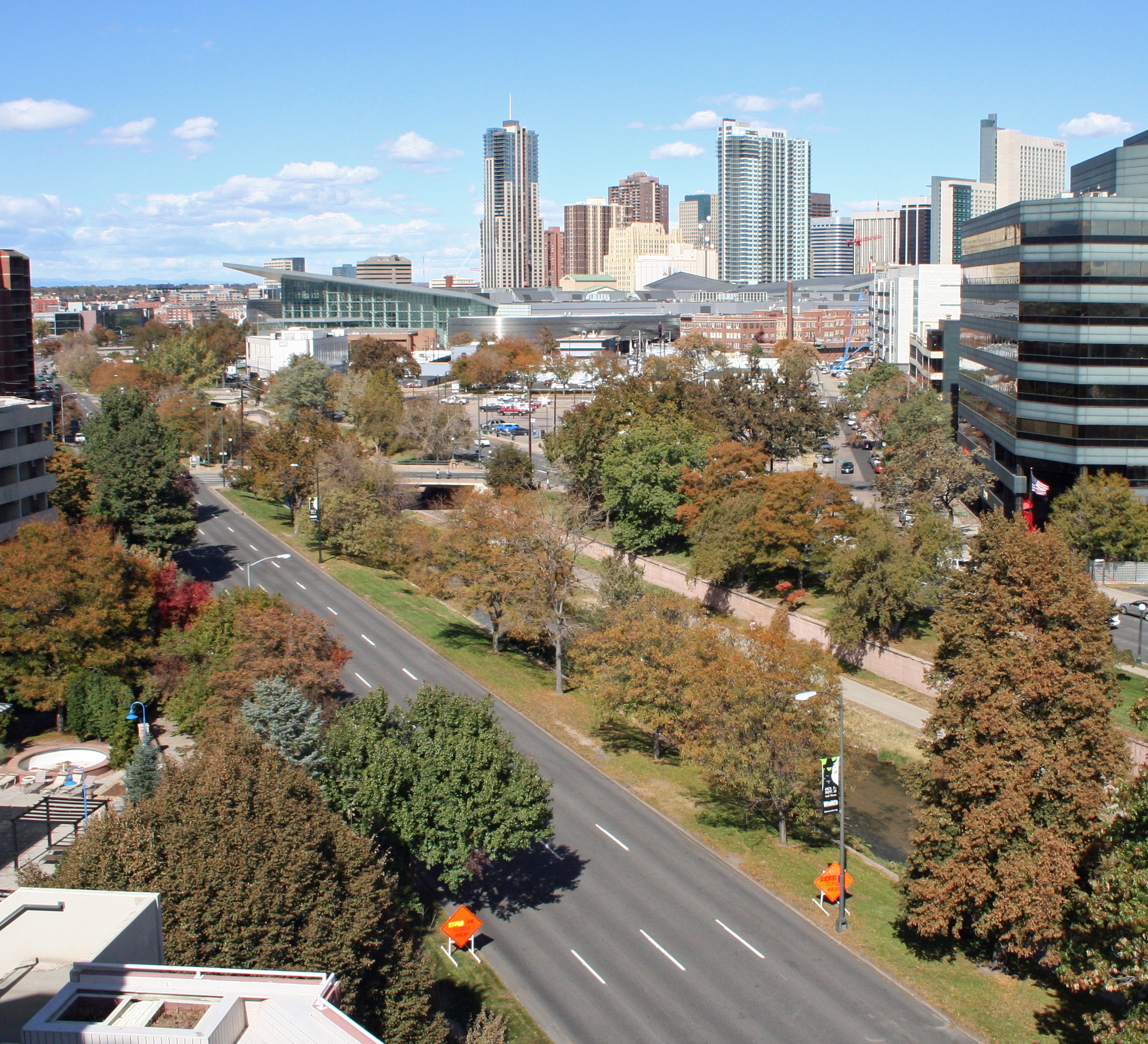
Бульвар Спір
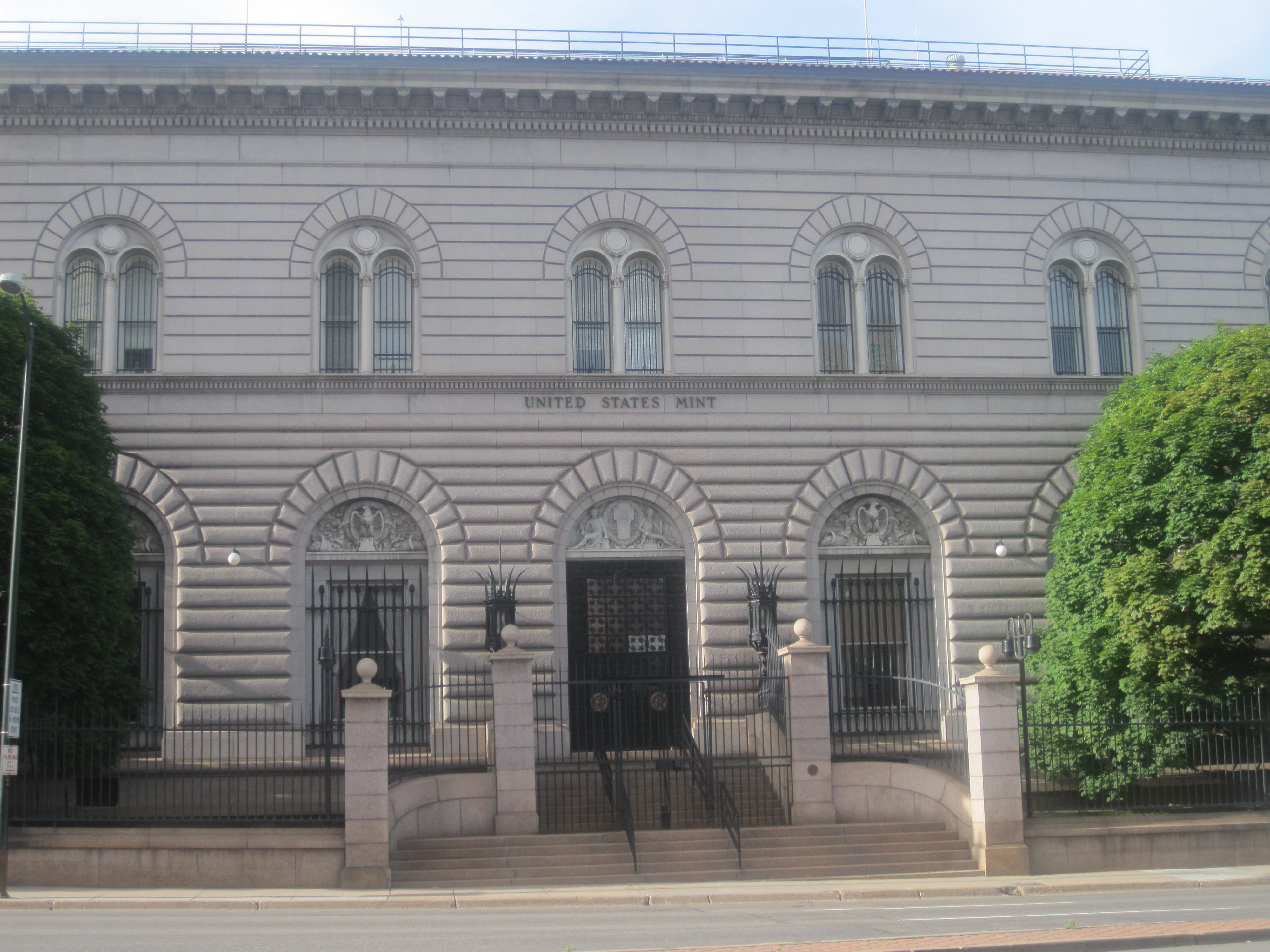
Монетний двір
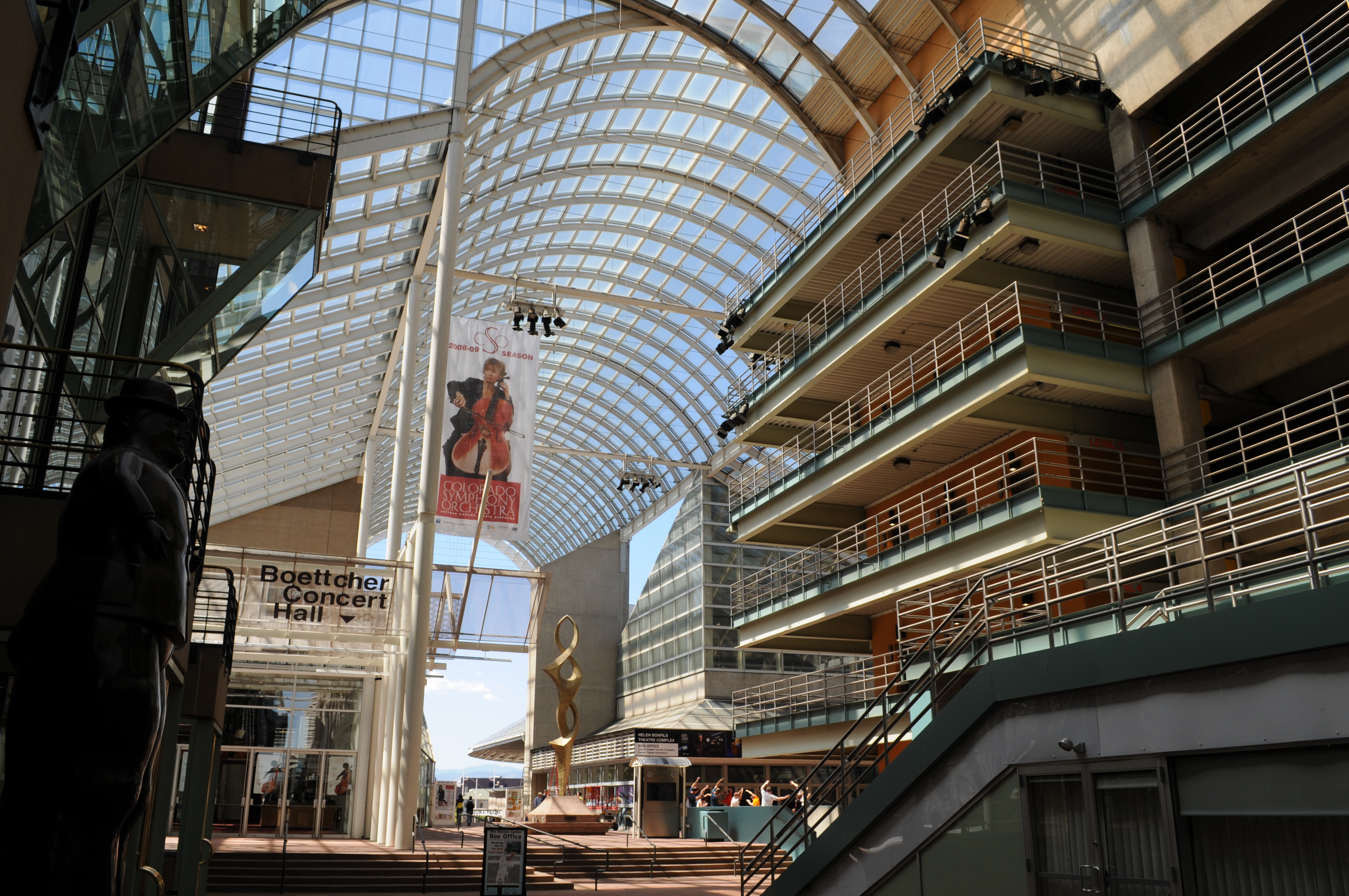
Комплекс виконавських мистецтв Денвера
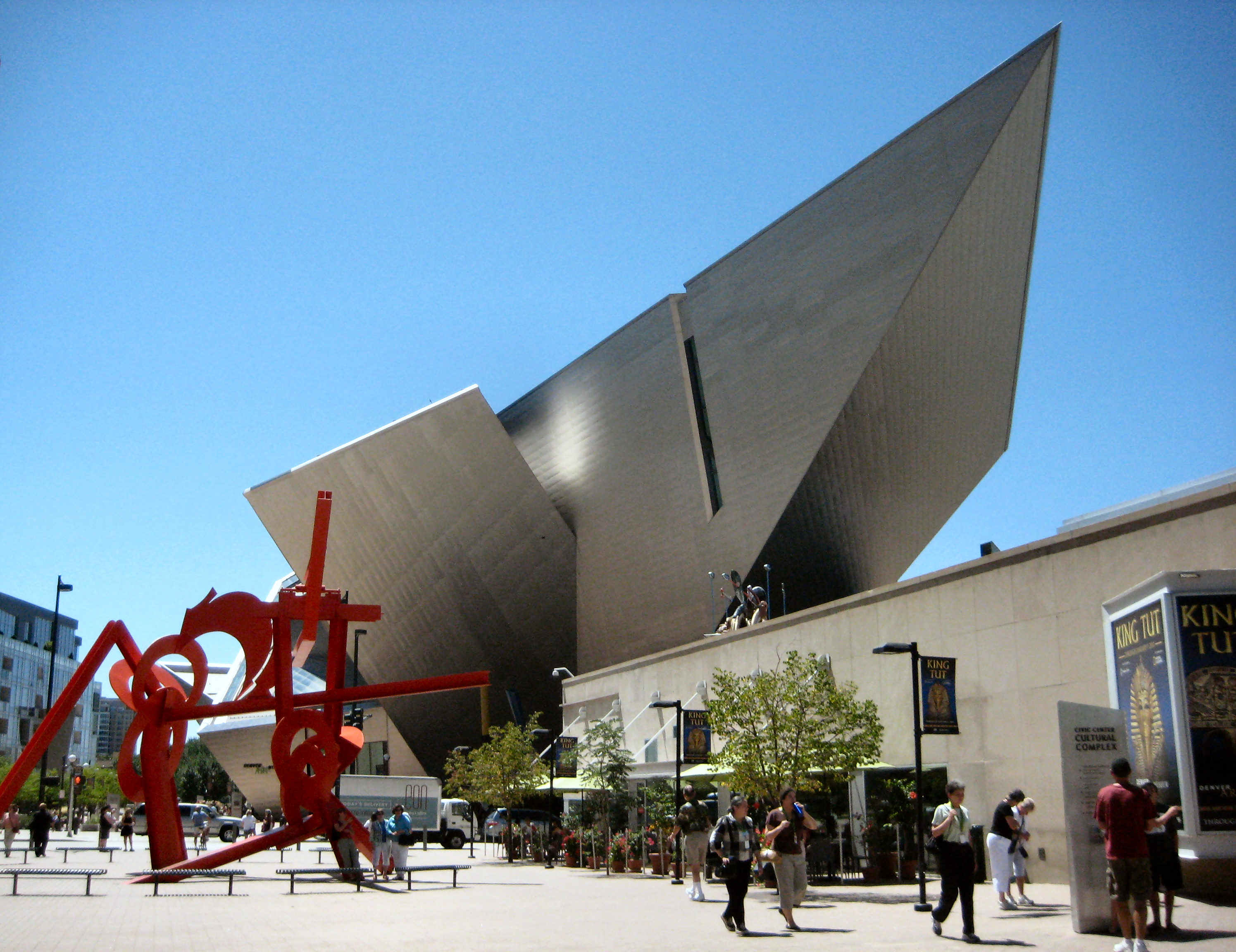
Денверський художній музей
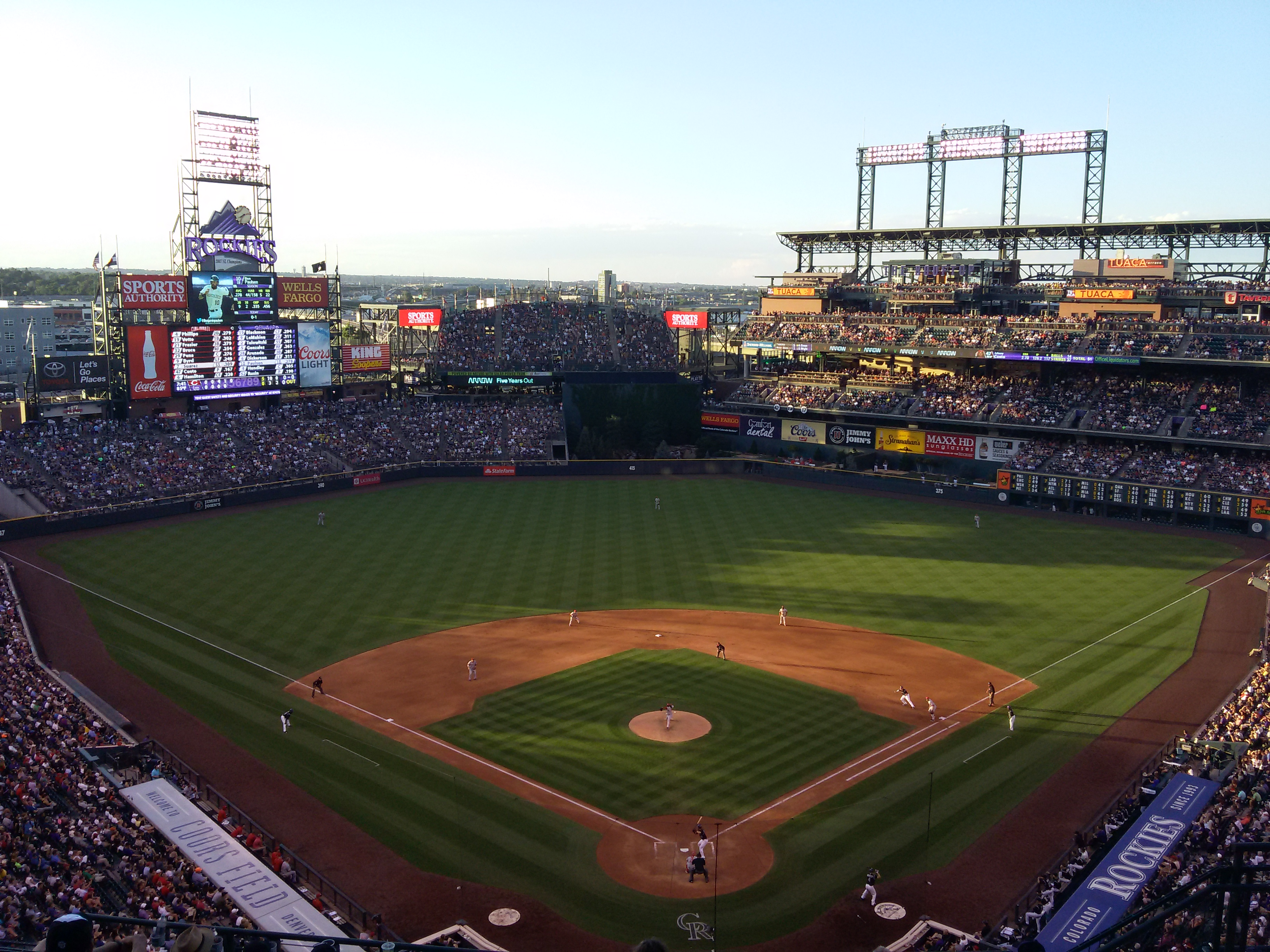
Бейсбольний стадіон "Курс-Філд"
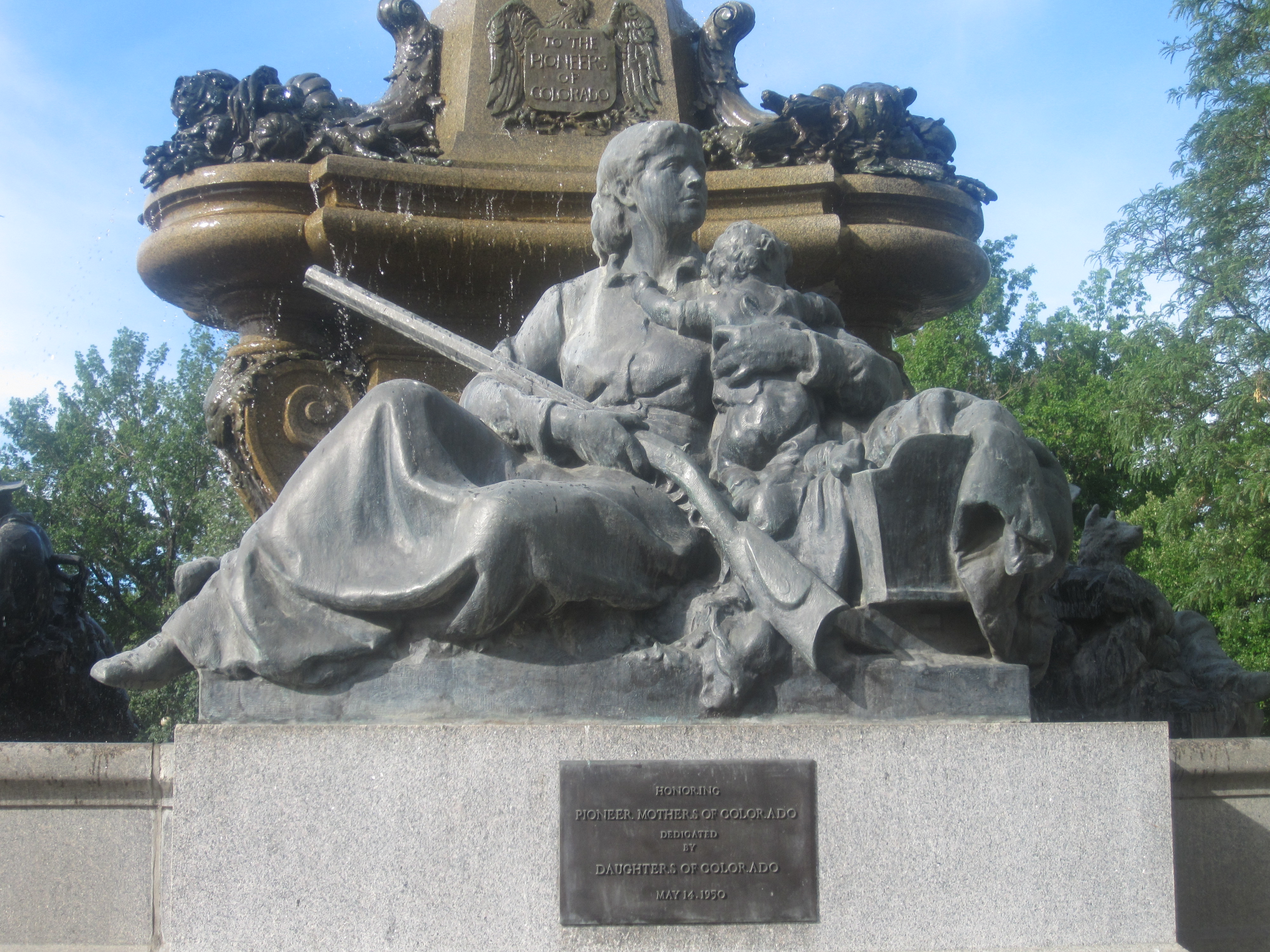
Пам'ятник «Матері піонерів Колорадо», встановлений біля будівлі газети «The Denver Post».
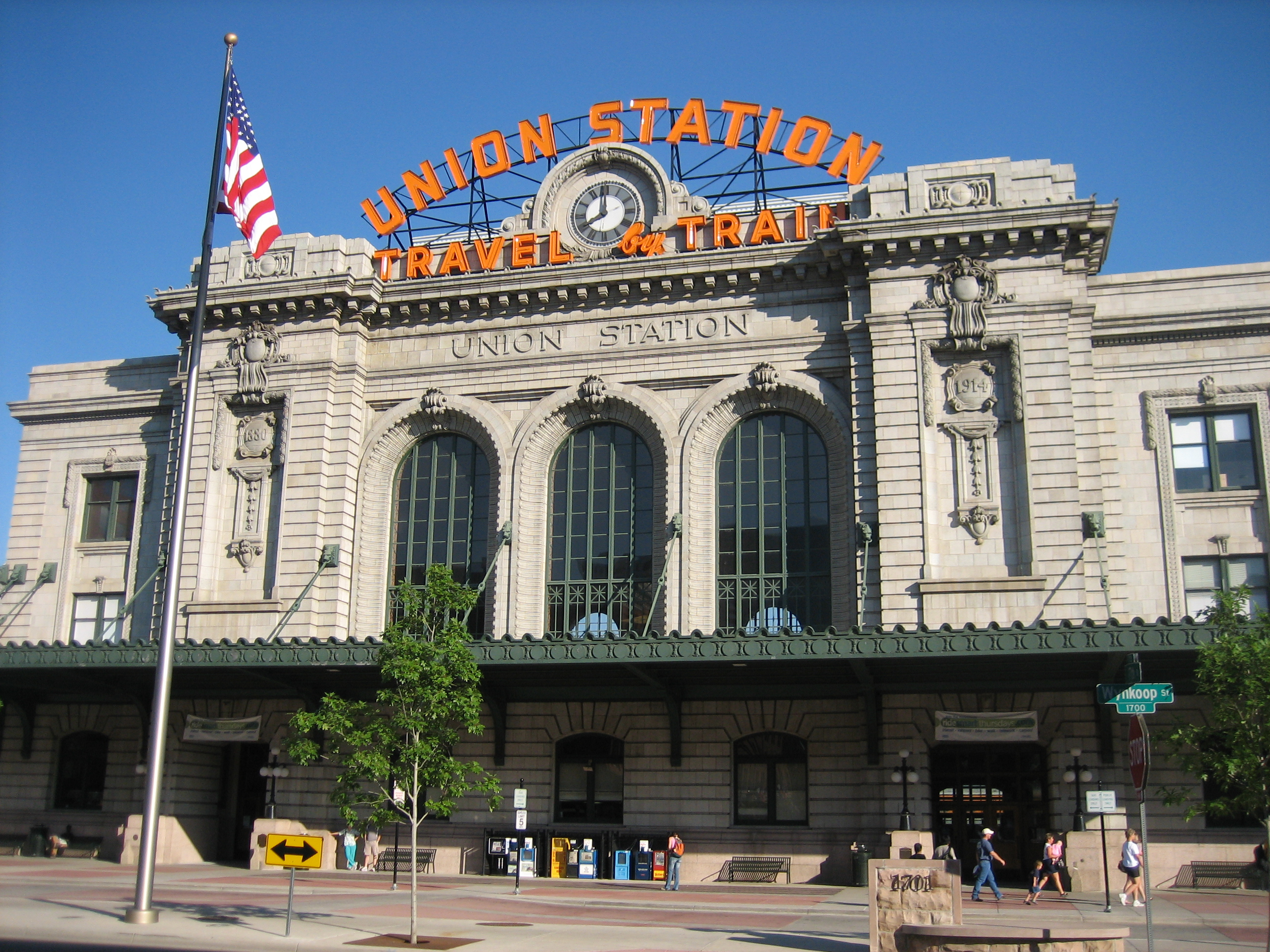
Денверський вокзал
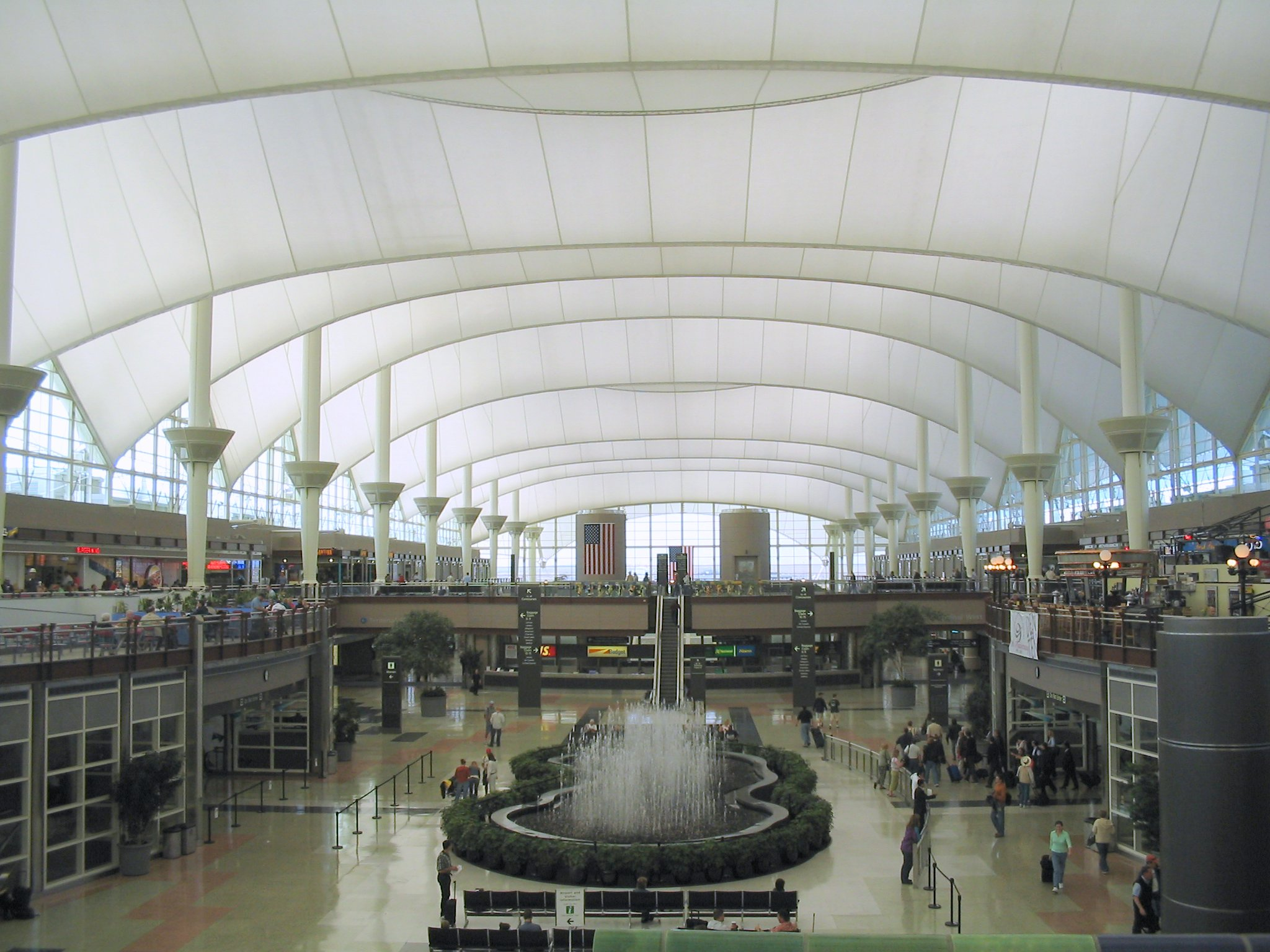
Міжнародний аеропорт Денвера
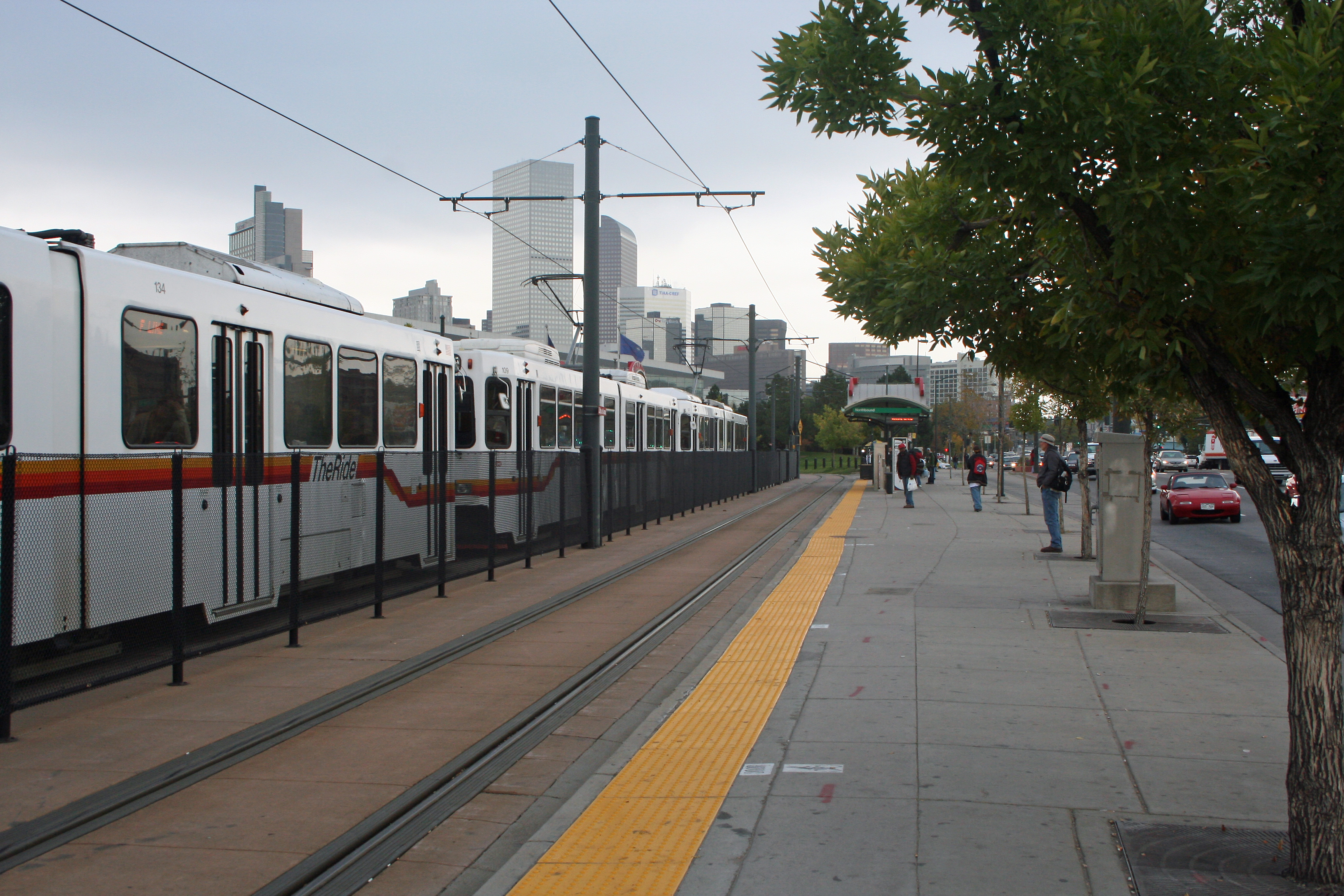
Легкорейковий транспорт у Денвері

## Відомі люди

### Уродженці Денвера
- Сільвія Ештон (1880—1940) — американська акторка епохи німого кіно
- Дуглас Фербенкс (1883—1939) — відомий американський актор
- Пол Вайтмен (1890—1967) — американський керівник групи, композитор, керівник оркестру
- Поллі Енн Янґ (1908—1997) — американська акторка
- Барбара Бейтс (1925—1969) — американська акторка
- Дін Рід (1938—1986) — американський співак, кіноактор, кінорежисер, популярний свого часу в країнах Латинської Америки, у НДР та СРСР, але майже зовсім невідомий у себе на батьківщині.
- Конні Вілліс (*1945) — американська письменниця-фантаст.
- Тім Аллен (*1953) — відомий американський кіноактор, комік.
- Девід Фінчер (*1962) — американський кінорежисер і кліпмейкер.
- АннаСофія Робб (англ. AnnaSophia Robb) — відома співачка та акторка, народилася 8 грудня 1993 року.

### Померли в Денвері
- Моралевич Яків Михайлович — учасник I-го Конгресу Українських Націоналістів, «Головний контрольний» ОУН.

## Міста-побратими
- Брест, Франція (1948)
- Такаяма, Японія (1960)
- Найробі, Кенія (1975)
- Карміель, Ізраїль (1977)
- Cuernavaca, Мексика (1983)
- Потенца, Італія (1983)
- Ченнаї, Індія (1984)
- Куньмін, КНР (1985)
- Аксум, Ефіопія (1995)
- Улан-Батор, Монголія (2001)